# Ren Ziwei
Ren Ziwei est un patineur de vitesse sur piste courte chinois.

## Biographie
Il naît le 3 juin 1997 à Harbin. À l'âge de huit ans, il commence le short-track, rêvant de faire de la compétition dans un sport de vitesse sur glace. Il affirme avoir pour objectif de participer aux épreuves de patinage de vitesse sur piste courte aux Jeux olympiques de 2022, à Pékin.
Pendant sa carrière, il se blesse une fois à chaque jambe ; les deux fois, il doit faire six mois d'arrêt de l'entraînement.
Il affirme avoir pour modèle le basketteur LeBron James.

## Carrière

### Débuts internationaux
En 2014, il remporte avec son équipe le relais masculin des Championnats du monde junior à Erzurum.
En 2016, il remporte le classement général des Championnats du monde junior.

### Jeux olympiques de 2018
En février 2017, il remporte le relais du 5000 mètres en coupe du monde à Sapporo aux côtés de Wu Dajing, Han Tianyu et Xu Hongzhi.
Le circuit de Coupe du monde de la saison 2017-2018, qui s'étend en fait seulement de septembre à novembre 2017, sert de qualifications aux épreuves de patinage de vitesse sur piste courte aux Jeux olympiques de 2018. À la première manche de la saison, il arrive 14e au 500 mètres et 11e au 1000 mètres,,. L'équipe de relais chinoise remporte la médaille d'argent et il y patine avec Xu Hongzhi, Han Tianyu et Wu Dajing. À la deuxième manche, à Dordrecht, il arrive treizième au 500 mètres et huitième au 1000 mètres. À Shanghai, il arrive dixième au 500 mètres. Au relais, l'équipe arrive troisième avec la même composition qu'à la manche précédente. À la dernière manche de la saison, à Séoul, il se place quatrième au 500 mètres derrière son compatriote Wu Dajing et les frères Shaolin Sandor Liu et Shaoang Liu. Il arrive enfin cinquième au 1000 mètres, remportant la finale B de la distance devant Vladislav Bykanov, Yuri Confortola et Alexander Shulginov.

### Jeux olympiques de 2022
Il participe au relais mixte des épreuves de patinage de vitesse sur piste courte aux Jeux olympiques de 2022, où il remporte l'or avec Qu Chunyu, Fan Kexin et Wu Dajing.

## Palmarès
| Édition \ Épreuve | 500 m | 1 000 m                        | 1 500 m | Relais                             | Relais mixte                   |
| ----------------- | ----- | ------------------------------ | ------- | ---------------------------------- | ------------------------------ |
| Pyeongchang 2018  | 6e    | -                              | -       | Médaille d'argent, Jeux olympiques | —                              |
| Pékin 2022        | -     | Médaille d'or, Jeux olympiques | -       |                                    | Médaille d'or, Jeux olympiques |

Légende :
- : première place, médaille d'or
- : deuxième place, médaille d'argent
- : troisième place, médaille de bronze